# Поперечный (приток Малого Асесъёгана)
Поперечный — река в России, протекает в Нижневартовском районе Ханты-Мансийского автономного округа. Левый приток реки Малый Асесъёган.

## География
Берёт начало на высоте около 140 м. Течёт на север по болотистой местности. Устье реки находится в 17 км по левому берегу реки Малый Асесъёган. Высота устья около 95 м. Длина реки составляет 11 км.

## Данные водного реестра
По данным государственного водного реестра России относится к Верхнеобскому бассейновому округу, водохозяйственный участок реки — Вах, речной подбассейн реки — бассейн притоков (Верхней) Оби от Васюгана до Ваха. Речной бассейн реки — (Верхняя) Обь до впадения Иртыша.
Код объекта в государственном водном реестре — 13011000112115200037524.